# Ankeny
Ankeny – miasto w Stanach Zjednoczonych, w stanie Iowa, w hrabstwie Polk.

## Demografia
W 2008 liczyło 42 287 mieszkańców. W 2023 liczba mieszkańców wzrosła do 74 458 osób, a gęstość zaludnienia przekroczyła 1715 osób/km². Na przestrzeni zaledwie 15 lat zaludnienie Ankeny zwiększyło się o ponad ¾ (wzrost o 76,1 %).